# منپروالم
مانیپرواوالام (سانسکریت: मणिप्रवाळम्، آوانگاری: Maṇipravāḷam، ت. «مرجان جواهر، گوهر-مرجان»، تامیلی: மணிப்பிரவாளம்، مالایالامی: മണിപ്രവാളം) یک شیوه ادبی بود که در متون ادبی میانه در جنوب هند مورد استفاده قرار می گرفت و ترکیبی از زبان‌های سانسکریت، مالایالم و تامیلی است.